# 恐怖地带
《危機總動員》（英語：Outbreak）是一部1995年美國驚悚片，由沃尔夫冈·彼得森執導，勞倫斯·德沃瑞特與勞勃·羅伊·普爾編劇，德斯汀·荷夫曼、蕾妮·罗素與摩根·弗里曼主演。本片講述一種致命的线性病毒從薩伊共和國透過一隻猴子傳入美國境內，丹尼爾（荷夫曼飾演）與前妻羅比（罗素飾演）分屬於美國陸軍傳染病醫學研究院（USAMRIID）和美国疾病控制与预防中心（CDC），兩人與團隊成員盡全力阻止該病毒擴散，但福特准將（弗里曼飾演）等軍方高層卻企圖阻止該病毒曝光。
1990年代初，致命傳染病題材吸引了主流電影公司的興趣，华纳兄弟製片人阿诺德·科派尔森於1993年開始籌備本片，競爭對手是二十世紀福斯根據非虛構文章改編的《熱區危機》。本片的原編劇德沃瑞特與普爾在1993年12月退出，劇本之後經由多名編劇修改。本片於1994年7月26日開拍，主要在北加州取景。
本片於1995年3月10日在美國上映。

## 劇情大綱
1967年，在薩伊莫塔巴河河谷（Motaba River Valley）的傭兵營，一種導致病毒性出血熱的病毒已使多人死亡。兩名美國軍人前去調查後，選擇空投炸彈將整個營地炸毀。之後劇情來到1995年，病毒於薩伊再度被發現，美國陸軍傳染病醫學研究院（USAMRIID）的病毒學家山姆·丹尼爾上校被送往該地進行調查，他的組員包含凱西中校和新成員沙特少校。到了現場，丹尼爾得知這是一種只透過接觸傳染的高致死率线性病毒，回國後通知長官比利·福特准將發布警報。福特對此種莫塔巴病毒知情，並告知丹尼爾這種病毒不太可能會爆發疫情。
同一時間，一隻帶有莫塔巴病毒的白面捲尾猴貝琪被非法從薩伊引入美國，動物檢疫中心員工金寶將貝琪偷走，帶到加州錫達河鎮（Cedar Creek）的寵物店，因沒賣出而將貝琪野放到森林裡，但金寶和寵物店店長魯迪都已被感染。金寶在搭飛機時症狀發作，並傳染給女友艾莉絲。丹尼爾的前妻羅比是美国疾病控制与预防中心（CDC）的科學家，她開始針對金寶等病例調查感染病源。期間，錫達河醫院的一名醫師意外被魯迪的血液噴濺到並感染喪命，病毒在此時突變成可藉由空氣傳播感染（類似流感），錫達河醫院的眾多病患及工作人員皆暴露於感染環境中。丹尼爾得知此事後，不顧福特阻止，帶著他的小組前往錫達河與羅比一同對抗病毒。
在丹尼爾等人搜尋零號病人時，美國軍隊進駐錫達河並頒布戒嚴令，禁止居民離開鎮上。福特為了控制局面而將E-1101實驗血清交給丹尼爾，丹尼爾意識到這是軍方早已持有、專門用來治療莫塔巴病毒的血清，然而該血清對於感染突變型病毒的錫達河居民無效。丹尼爾逼問福特，這才得知美軍秘密計畫將莫塔巴病毒當成生物武器。為了銷毀及掩蓋病毒存在，美國總統有意轟炸錫達河鎮，正如1967年時福特與麥林托克少將所為，麥林托克少將亦下令軍隊通緝丹尼爾。
凱西因不慎弄破防護裝而感染莫塔巴病毒，羅比則在治療凱西時也意外被針筒刺到而感染。為了拯救兩人並阻止轟炸，丹尼爾必須盡快找出零號病人來取得抗体，他與沙特偷走一台軍方直升機出發。丹尼爾在當初運載貝琪的貨船上發現了貝琪的照片，並透過電視將之散布，最後從一戶人家的後院找到並捕獲貝琪。返回錫達河鎮途中，丹尼爾和沙特與麥林托克派出的追兵進行空中纏鬥，並成功阻撓即將夷平錫達河鎮的轟炸機，讓炸彈落入一旁的海裡。麥林托克遭到逮捕，丹尼爾從貝琪身上調配出解藥，進而解救了羅比與鎮上的居民。

## 演員
- 德斯汀·荷夫曼飾演山姆·丹尼爾上校（Sam Daniels）
- 蕾妮·罗素飾演羅比·基奧醫生（Dr. Robby Keough）
- 摩根·弗里曼飾演比利·福特准將（Billy Ford）：丹尼爾的上司。
- 唐纳德·萨瑟兰飾演唐尼·麥林托克少将（Donnie McClintock）：福特准將的上司。
- 凱文·斯貝西飾演凱西·舒勒中校（Casey Schuler）
- 小库珀·古丁飾演沙特少校（Salt）
- 帕特里克·丹普西飾演金寶·史考特（Jimbo Scott）
- 澤克斯·莫凱（英语：Zakes Mokae）飾演班傑明·伊瓦比醫生（Dr. Benjamin Iwabi）：與丹尼爾接頭的薩伊醫生。
- 馬利克·鮑文斯（Malick Bowens）飾演拉斯瓦尼醫生（Dr. Raswani）
- 蘇珊·李·霍夫曼（Susan Lee Hoffman）飾演莉莎·阿倫森博士（Dr. Lisa Aronson）：羅比的同事。
- 班尼托·馬丁尼茲（英语：Benito Martinez (actor)）飾演朱利歐·盧伊斯醫生（Dr. Julio Ruiz）：羅比的同事。
- 布魯斯·賈喬（英语：Bruce Jarchow）飾演馬斯切利醫生（Dr. Mascelli）
- 李蘭·海沃三世（Leland Hayward III）飾演亨利（Henry）：錫達河醫院的一名醫師，在操作血液離心機時不慎被魯迪的血液噴濺到。
- 丹尼爾·邱多斯（Daniel Chodos）飾演魯迪（Rudy）：錫達河鎮上一家寵物店的老闆。
- 達爾·戴（英语：Dale Dye）飾演布吉斯上校（Colonel Briggs）
- 卡拉·基奧（Cara Keough）與吉娜·門薩（Gina Menza）飾演凱特（Kate）與其母：住在加州帕利塞茲（Palisades）的傑佛里斯（Jeffries）一家人，凱特收留了貝琪。
- 兰斯·克温飾演美國傭兵

## 製作過程

### 籌拍
本片的發展始於1993年1月，华纳兄弟製片人阿诺德·科派尔森未能在各方競爭中買到理查德·普雷斯顿文章熱區危機的電影改編權，輸給二十世紀福斯製片人琳达·奥布斯特。該文章於1992年10月26日刊登於《紐約客》，講述美國陸軍傳染病醫學研究院（USAMRIID）防堵絲狀病毒擴散的真實故事。科派尔森仍打算拍一部類似題材的電影，聘請編劇勞倫斯·德沃瑞特與勞勃·羅伊·普爾來寫劇本，前者有醫療背景，是資歷達二十年的致命病毒專家。該片的暂定名称為「潘朵拉」（Pandora），使用了潘朵拉的盒子的典故。

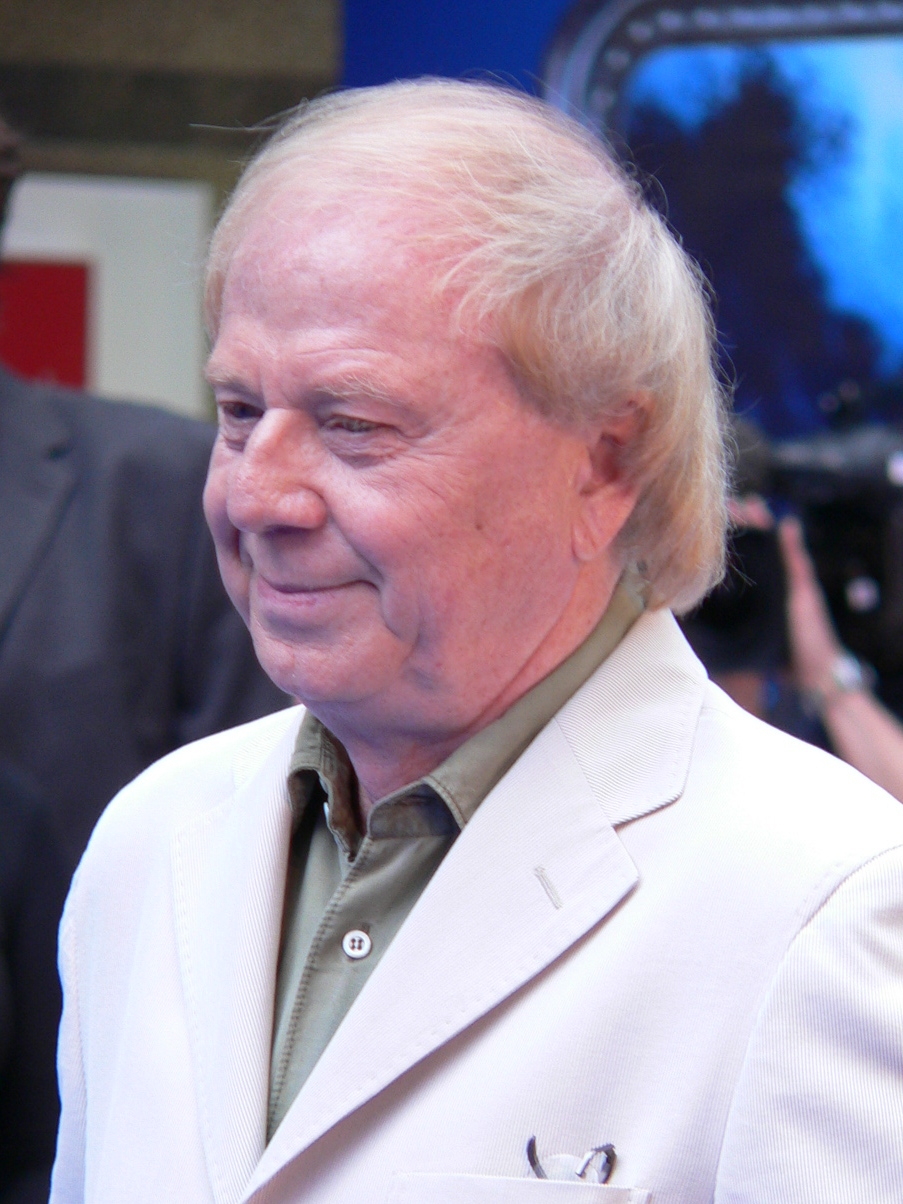
導演沃尔夫冈·彼得森（攝於2006年）

為了編寫劇本，德沃瑞特參觀了美国疾病控制与预防中心和迪特里克堡，也和熱區危機的中心人物南西·賈克斯（Nancy Jaax）上校會面。不過兩位編劇和科派尔森產生意見分歧，爭執不斷，科派尔森不滿意兩位編劇的劇本，抱怨情節與熱區危機相近，且主角形象近似乔治·巴顿。最終德沃瑞特與普爾於1993年12月寫完終版劇本，並辭去為期一年的編劇工作。1994年2月，沃尔夫冈·彼得森確認擔任導演，泰德·塔利受聘改寫劇本，新片名定為「危機總動員」（Outbreak）。塔利致力於將劇本修改成懸疑成分更多的驚悚片，他退出之後傑布·史都華繼續修改，後者主要負責添加動作場面，但不久便因為和彼得森意見不合而離去。
根據《綜藝雜誌》報導，當時艾滋病和環境議題升溫，使眾片商紛紛投入致命傳染病題材。本片與二十世紀福斯的熱區危機改編電影形成競爭關係，華納兄弟為本片安排緊湊的製作行程，打算在1995年初搶先對手數個月上映。選角方面，科派尔森一度邀請勞勃·瑞福擔綱本片主演，不過瑞福已決定演出《熱區危機》，彼得森則希望由哈里森·福特主演。邁克爾·道格拉斯也曾是人選。1994年5月，德斯汀·荷夫曼確認將主演《危機總動員》，該片預計於7月開拍。隨後蕾妮·罗素加入飾演女主角，繼《火线狙击》後再度與彼得森合作，摩根·弗里曼於5月31日確認參演。7月14日，凱文·斯貝西加入演員陣容。

### 拍攝
1994年6月，根據《荷里活報道》，本片與《熱區危機》將同在7月18日開拍，本片的拍攝將為期90天。彼得森在7月13日先到加州尤里卡拍攝一些外景鏡頭。兩部電影的開拍時程最終都有所變動，《危機總動員》於7月26日星期二晚上開始主体拍摄，《熱區危機》則因內部因素而取消製作。本片的主要拍攝地點為北加州，主要場景錫達河鎮在芬代尔拍攝了兩個月，鎮上出現許多用於拍攝的直升機和坦克。該小鎮的人口約一千四百多人，劇組在當地消費並招募人手，挹注了大量資金。在加州之外，劇組也前往犹他州的達格維試驗場和太平洋島嶼考艾岛取景。本片在拍攝97天後杀青，耗資超過5000萬美元。據《荷里活報道》的消息，罗素因本片拍攝行程的關係，而取消接演《永远的蝙蝠侠》的女主角。
《熱區危機》於1994年8月時取消製作後，《危機總動員》的劇組隨即暫停一週拍攝。期間劇組聘請尼爾·希曼尼茲來修改劇情和角色描寫，目標是讓霍夫曼滿意。但霍夫曼據稱相當難以討好，他在不滿意劇本時，曾直接致電USAMRIID研究員彼得·賈爾林（也是本片的顧問之一）與作家马娅·安杰卢。根據《纽约时报》報導，拍攝期間有五位編劇參與劇本改寫，在那之後麥林托克少将這個角色變得更加惹人厭，且最終遭受報應。反派演員唐纳德·萨瑟兰臨時取代喬·唐·貝克飾演該角色，導致耗資約50萬美金的已拍攝橋段被捨棄。
根據《娱乐周刊》報導，至製作完畢為止，本片共有過八名編劇。普爾則指出，若計算任何曾做出修改的編劇，人數則約是15人。嘉莉·費雪與丹·吉尔罗伊也曾參與改寫，前者負責豐富主角夫婦之間的關係描寫，後者則負責統整劇本中的各種元素。德沃瑞特與普爾最終仍取得本片編劇的名分。
片中的白面捲尾猴貝琪是由猴子凱蒂（Katie）扮演，牠也在《老友记》裡飾演羅斯·蓋勒的寵物猴馬賽（Marcel）。在1996年1月28日播出的《老友记》集數《超級碗之後》中，出現了羅斯帶著馬賽去拍《危機總動員2》（Outbreak 2: The Virus Takes New York）的情節。

### 配樂
本片的配樂由詹姆斯·紐頓·霍華譜寫，原聲帶於1995年由瓦雷澤·薩拉班德唱片發行，2015年推出雙碟豪華版。
原聲帶曲目列表（1995年）
| 曲目表 | 曲目表              | 曲目表 |
| 曲序   | 曲目                | 时长   |
| ------ | ------------------- | ------ |
| 1.     | Main Titles         | 3:19   |
| 2.     | Motaba River Valley | 1:00   |
| 3.     | Final Authorization | 2:34   |
| 4.     | White Flags         | 1:44   |
| 5.     | Casey Rips His Suit | 2:20   |
| 6.     | Finding the Ship    | 1:42   |
| 7.     | Casey Goes Down     | 2:04   |
| 8.     | Robbie's Bedside    | 2:38   |
| 9.     | Jimbo Gets Sick     | 1:43   |
| 10.    | Cedar Creek Exodus  | 1:07   |
| 11.    | A Little Resistance | 2:48   |
| 12.    | They're Coming      | 7:14   |

原聲帶曲目列表（2015年）
| 第一碟 | 第一碟                                                                                  | 第一碟 |
| 曲序   | 曲目                                                                                    | 时长   |
| ------ | --------------------------------------------------------------------------------------- | ------ |
| 1.     | The Bomb / Main Title                                                                   | 4:00   |
| 2.     | Motaba River Valley / Walk Through Village                                              | 3:11   |
| 3.     | Jujuman                                                                                 | 1:32   |
| 4.     | Monkey on Boat                                                                          | 0:39   |
| 5.     | Keep the Dogs                                                                           | 1:20   |
| 6.     | Examining the Virus / Old Friend                                                        | 3:25   |
| 7.     | Ship to San Francisco                                                                   | 1:18   |
| 8.     | Jimbo Frees Monkey / Jimbo Gets Sick / Blood Splatters                                  | 2:43   |
| 9.     | Jimbo Dies / Autopsy                                                                    | 2:35   |
| 10.    | Movie Theater / Monkey in Woods                                                         | 1:19   |
| 11.    | Tech in Hospital                                                                        | 1:33   |
| 12.    | Sam on Runway / Ford Gets Antibody / Good Luck                                          | 1:51   |
| 13.    | Military Arrives                                                                        | 2:34   |
| 14.    | Ward                                                                                    | 1:15   |
| 15.    | Sam Through Mob / Isolating Town / Pet Store                                            | 2:24   |
| 16.    | Trying to Escape                                                                        | 1:54   |
| 17.    | Nobody Leaves Town / E-1101 / Quiet Streets                                             | 3:15   |
| 18.    | White Flags                                                                             | 1:44   |
| 19.    | Cedar Creek Exodus                                                                      | 1:07   |
| 20.    | Casey Rips His Suit                                                                     | 2:20   |
| 21.    | Monkey Lives / Casey Goes Down / Needle Prick                                           | 3:00   |
| 22.    | You Knew All Along / Go on as Soldiers / Sam Phones / Troops Move Out / We Better Leave | 3:49   |
| 23.    | Sam Escapes                                                                             | 2:38   |
| 24.    | Tae Kuk / Affirmative                                                                   | 1:04   |

| 第二碟 | 第二碟                                                     | 第二碟 |
| 曲序   | 曲目                                                       | 时长   |
| ------ | ---------------------------------------------------------- | ------ |
| 25.    | Robbie’s Symptoms                                          | 2:37   |
| 26.    | Finding the Ship                                           | 1:42   |
| 27.    | Dead Sailor / Robbie Comforts Casey                        | 2:54   |
| 28.    | TV Station / Sam on TV                                     | 1:49   |
| 29.    | Cops Arrive / McClintock Takes Off                         | 1:24   |
| 30.    | Final Authorization (Extended Version)                     | 2:49   |
| 31.    | A Little Resistance / Helicopter Chase                     | 6:11   |
| 32.    | Robbie’s Bedside (Film Version)                            | 2:38   |
| 33.    | Plane Takes Off / They’re Coming                           | 7:42   |
| 34.    | McClintock Arrested                                        | 1:18   |
| 35.    | Robbie's Cured / End Credits                               | 7:12   |
| 36.    | Keep the Dogs (Alternate)                                  | 1:24   |
| 37.    | A Little Resistance (Album Version)                        | 2:48   |
| 38.    | Robbie’s Bedside (Album Version)                           | 2:38   |
| 39.    | Robbie’s Cured (Alternate / End Title [Alternate Segment]) | 2:15   |

## 上映
本片於1995年3月6日星期一在福斯布魯因劇院舉行首映禮，隨後於3月10日在美國院線上映。

### 票房
在美國，本片在沒有其他同週新片的情況下上映，於首週末透過2215家電影院收穫1340萬美元的票房，拿下該週末票房冠軍。本片同時也創下了該年度最佳的非節日週末票房表現，以及影史第三佳的冬季非節日週末票房表現，僅次於《追擊赤色十月》（1990年，1720萬美元）和《與敵人共枕》（1991年，1380萬美元）。根據影院评分調查顯示，首批觀眾約男女各半，25歲以上觀眾佔72%。次週末，本片收穫1070萬美元，贏過三部主要新片，蟬聯冠軍。《荷里活報道》指出，本片已成功跨出成人市場，以好口碑吸引年輕族群。第三個週末本片仍維持冠軍，票房為820萬美元。根據Box Office Mojo，本片的美國票房至下檔時一共為67,659,560美元，全球票房則將近1.9億美元。

## 迴響

### 影評
根据評論匯總网站爛番茄汇总的64篇评论文章，59%的评论家给予该作正面评价，平均打分为5.70分（满分10分）。该网站总结的评论家共识是“《危機總動員》是一部眾星雲集的災難劇情片，但參差不齊的內容令人喪氣，整部片最終只有輕微的感染力，以及留下一點點副作用。”在Metacritic網站上，本片得到「正面評論為主」的綜合評分，獲得了64/100分（21位影評人）。據美國CinemaScore所進行的調查，觀眾的平均評價於A+至F間落於「A-」。
2020年，冠状病毒病疫情在全球擴散，本片與《全境擴散》等片獲得大量關注。

### 獎項
| 獎名/影展名                    | 頒獎日期       | 獎項         | 入圍者           | 結果 | 來源          |
| ------------------------------ | -------------- | ------------ | ---------------- | ---- | ------------- |
| 德州影評人協會獎               | 1995年12月28日 | 最佳男配角   | 凱文·斯貝西      | 獲獎 | [ 40 ]        |
| 紐約影評人協會獎               | 1996年1月7日   | 最佳男配角   | 凱文·斯貝西      | 獲獎 | [ 41 ]        |
| 洛杉磯影評人協會獎             | 1996年1月15日  | 最佳男配角   | 凱文·斯貝西      | 亚军 | [ 42 ]        |
| 评论家选择电影奖               | 1996年1月22日  | 最佳男配角   | 凱文·斯貝西      | 獲獎 | [ 43 ] [ 44 ] |
| 有色人种进步协会形象奖         | 1996年4月6日   | 最佳男配角   | 小库珀·古丁      | 提名 | [ 46 ]        |
| 美国作曲家、作家和发行商协会獎 | 1996年4月22日  | 賣座電影類別 | 詹姆斯·紐頓·霍華 | 獲獎 | [ 47 ]        |
| 土星獎                         | 1996年6月25日  | 最佳科幻電影 | 《危機總動員》   | 提名 | [ 49 ] [ 50 ] |

## 備註
1. ↑  包含但不限於：泰德·塔利（英语：Ted Tally）[4][5]、傑布·史都華（英语：Jeb Stuart (writer)）[5][6]、尼爾·希曼尼茲（英语：Neal Jimenez）[6]、嘉莉·費雪[5]與丹·吉尔罗伊[5]。
2. ↑  原文：
3. ↑  憑藉《危機總動員》、《與鯊同游（英语：Swimming with Sharks）》、《火線追緝令》、《普通嫌疑犯》入圍。
4. ↑  憑藉《普通嫌疑犯》、《火線追緝令》、《與鯊同游（英语：Swimming with Sharks）》、《危機總動員》入圍。
5. ↑  與艾德·哈里斯並列。
6. ↑  與數名配樂家並列。

## 腳註
1. 1 2 3 4 5  Box Office Mojo上《Outbreak》的資料（英文）
2. 1 2  《中華民國八十五年電影年鑑》 1996，第80頁.
3. 1 2 3 4 5 6 7 8 9 10 11  Ascher-Walsh, Rebecca. . Entertainment Weekly. 1995-03-24  [2024-07-07]. （原始内容存档于2024-07-25） （英语）.
4. 1 2 3  O'Steen, Kathleen; Moerk, Christian. . Variety. 1994-02-14  [2024-07-06]. （原始内容存档于2024-07-25） （美国英语）.
5. 1 2 3 4 5 6 7  Variety Staff. . Variety. 1995-03-13  [2024-07-06]. （原始内容存档于2024-07-06） （美国英语）.
6. 1 2 3 4 5 6 7 8  . Entertainment Weekly. 1995-04-21  [2024-07-07] （英语）.
7. 1 2 3 4  Eller, Claudia. . Variety. 1993-01-25  [2024-07-06]. （原始内容存档于2024-02-14） （美国英语）.
8. 1 2  Weinraub, Bernard. . The New York TImes. 1994-06-23  [2024-07-07]. （原始内容存档于2024-07-25） （美国英语）.
9. ↑  Fleming, Michael. . Variety. 1994-02-17  [2024-07-07]. （原始内容存档于2024-07-07） （美国英语）.
10. ↑  Parker, Donna. . The Hollywood Reporter. 1994-02-25 （美国英语）.Nexis Uni 3SJF-CB00-006P-R4XR-00000-00
11. ↑  Roxborough, Scott. . Deutsche Welle. 2016-12-22  [2024-07-07]. （原始内容存档于2024-07-25） （英语）.
12. 1 2  Polowy, Kevin. . Yahoo Entertainment. 2020-03-09  [2024-07-13] （美国英语）.
13. ↑  . The Hollywood Reporter. 1994-05-02 （美国英语）.Nexis Uni 3SJF-C8F0-006P-R2CT-00000-00
14. ↑  Honeycutt, Kirk. . The Hollywood Reporter. 1994-06-01 （美国英语）.Nexis Uni 3SJF-C7F0-006P-R145-00000-00
15. ↑  Parker, Donna. . The Hollywood Reporter. 1994-07-18 （美国英语）.Nexis Uni 3SJF-C680-006P-R4P1-00000-00
16. ↑  Busch, Anita M. . The Hollywood Reporter. 1994-06-21 （美国英语）.Nexis Uni 3SJF-C6Y0-006P-R0DG-00000-00
17. 1 2  Honeycutt, Kirk. . The Hollywood Reporter. 1994-07-27 （美国英语）.Nexis Uni 3SJF-C630-006P-R48N-00000-00
18. ↑  Weinraub, Bernard. . The New York TImes. 1994-08-22  [2024-07-07]. （原始内容存档于2024-07-07） （美国英语）.
19. 1 2  Haeseler, Rob. . SFGate. 1995-04-17  [2024-07-12]. （原始内容存档于2024-07-13） （英语）.
20. ↑  D'Arc 2010，第297頁.
21. 1 2  Weinraub, Bernard. . The New York TImes. 1995-03-19  [2024-07-07]. （原始内容存档于2024-07-07） （美国英语）.
22. ↑  Diaz, Alex. . The US Sun. 2021-07-05  [2024-07-13]. （原始内容存档于2024-07-13） （美国英语）.
23. ↑  Reinstein, Mara. . The Hollywood Reporter. 2021-01-28  [2024-07-13]. （原始内容存档于2024-07-24） （美国英语）.
24. ↑   (CD). Varèse Sarabande. 1995. ASIN B000008ORE. VSD 5599 （英语）.
25. ↑  . Varèse Sarabande.   [2024-07-23]. （原始内容存档于2024-07-23） （英语）.
26. ↑  . Soundtrack.Net.   [2024-07-23]. （原始内容存档于2022-12-08） （英语）.
27. ↑  Archerd, Army. . Variety. 1995-03-08  [2024-07-08]. （原始内容存档于2024-07-08） （美国英语）.
28. 1 2  Byrge, Duane. . The Hollywood Reporter. 1995-03-13 （美国英语）.Nexis Uni 3SJF-BYV0-006P-R4K0-00000-00
29. ↑  . The Hollywood Reporter. 1995-03-14 （美国英语）.Nexis Uni 3SJF-BYV0-006P-R4JJ-00000-00
30. ↑  Byrge, Duane. . The Hollywood Reporter. 1995-03-20 （美国英语）.Nexis Uni 3SJF-BYN0-006P-R487-00000-00
31. ↑  Cels, Roger. . The Hollywood Reporter. 1995-03-24 （美国英语）.Nexis Uni 3SJF-BYH0-006P-R40X-00000-00
32. ↑  Byrge, Duane. . The Hollywood Reporter. 1995-03-27 （美国英语）.Nexis Uni 3SJF-BYF0-006P-R3XY-00000-00
33. ↑  Lang, Brent. . Variety. 2020-04-15  [2024-07-13]. （原始内容存档于2024-07-06） （美国英语）.
34. ↑  爛番茄上《恐怖地带》的資料（英文）
35. ↑  Metacritic上《恐怖地带》的資料（英文）
36. ↑  需在下面的搜索框输入电影原名，页面会自动显示评分：. CinemaScore.   [2024-03-16]. （原始内容存档于2018-01-02） （英语）.
37. ↑  Clark, Travis. . Business Insider.   [2024-07-13]. （原始内容存档于2020-12-02） （美国英语）.
38. ↑  Lang, Brent. . Variety. 2020-04-15  [2024-07-06]. （原始内容存档于2024-07-06） （美国英语）.
39. ↑  Pinsker, Beth. . The Dallas Morning News. 1995-12-29. The Society of Texas Film Critics, made up of 18 critics around the state, broke with critics' groups in New York, Los Angeles and Boston on Thursday by giving four awards to the twisted tale about a team of thieves being tracked by a cop and a mysterious crime lord.
40. ↑  . The Austin Chronicle. 1996-01-05  [2024-07-12]. （原始内容存档于2020-12-02） （美国英语）.
41. ↑  . New York Film Critics Circle.   [2011-01-18]. （原始内容存档于2011-01-18） （英语）.
42. ↑  King, Susan. . Los Angeles Times. 1995-12-17  [2024-07-12]. （原始内容存档于2023-10-29） （美国英语）.
43. 1 2  . Broadcast Film Critics Association.   [2008-12-12]. （原始内容存档于2008-12-12） （英语）.
44. ↑  Dunkley, Cathy. . The Hollywood Reporter. 1996-01-08 （美国英语）.Nexis Uni 3SJF-BNY0-006P-R22H-00000-00
45. ↑  Robb, David. . The Hollywood Reporter. 1996-04-08 （美国英语）.Nexis Uni 3SJF-BK40-006P-R2T2-00000-00
46. ↑  Roberts, Jerry. . The Hollywood Reporter. 1996-02-22 （美国英语）.Nexis Uni 3SJF-BMM0-006P-R50T-00000-00
47. ↑  . ASCAP. 1996-04-22  [1997-01-26]. （原始内容存档于1997-01-26） （英语）.
48. ↑  Honeycutt, Kirk. . The Hollywood Reporter. 1996-03-25 （美国英语）.Nexis Uni 3SJF-BKH0-006P-R3DC-00000-00
49. ↑  . The Hollywood Reporter. 1996-06-27 （美国英语）.Nexis Uni 3SJF-BGY0-006P-R47V-00000-00
50. ↑  . Saturn Awards.   [2024-07-12]. （原始内容存档于2024-07-12） （英语）.

### 引用資料
書籍
- 中華民國電影年鑑編輯委員會 (编).  (pdf). 臺灣: 國家電影資料館. 1996年12月  [2024-07-24]. ISBN 957-99048-2-0. （原始内容存档 (PDF)于2023-01-14） –國家電影資料館 （中文（臺灣））.
- D'Arc, James. . Gibbs Smith. 2010-09-01. ISBN 9781423619840 （英语）.